# Wybory parlamentarne na Cyprze w 1960 roku
Wybory parlamentarne na Cyprze odbyły się 31 lipca 1960 roku. Były to pierwsze wybory parlamentarne na Cyprze. Zwyciężył w nich prawicowy Front Patriotyczny (PM), który zdobył 28 miejsc w nowo powstałej Izbie Reprezentantów. Jego liderem był Glafkos Kliridis. Pozostałe 7 mandatów otrzymała komunistyczna Postępowa Partia Ludzi Pracy (AKEL). 
Uprawnionych do głosowania było 216 310 ludzi. Frekwencja wyniosła 68,3%. W wyborach wystartowały trzy partie polityczne i kandydaci niezależni. Front Patriotyczny wystawił swoich kandydatów we wszystkich sześciu dystryktach, AKEL w trzech, a PEA tylko w dwóch.

## Wyniki
| Nazwa partii                                      | Głosy   | Procent | Mandaty | +/- |
| ------------------------------------------------- | ------- | ------- | ------- | --- |
| Front Patriotyczny (PM)                           | 82 888  | 56,10%  | 28      | -   |
| Postępowa Partia Ludzi Pracy (AKEL)               | 51 719  | 35,01%  | 7       | -   |
| Unia Bojowników na rzecz Zjednoczenia Cypru (PEA) | 5 397   | 3,65%   | 0       | -   |
| Niezależni                                        | 7 736   | 5,24%   | 0       | -   |
| Suma (frekwencja 68,3%)                           | 147 740 | 100%    | 35      | -   |